# Орлов, Александр Сергеевич (футболист)
Александр Сергеевич Орлов (24 декабря 1922, Саратов, СССР — 13 августа 2007, Таганрог, Ростовская область) — советский футболист, нападающий.

## Карьера
За карьеру выступал в советских командах «Крылья Советов» Куйбышев, «Пищевик» Астрахань, «Динамо» Саратов, «Шахтёр» Сталино), «Торпедо» Москва, «Зенит» Ленинград, «Спартак» Москва, «Трактор» Таганрог и «Труд» Белая Калитва.
За «Зенит» выступал в 1949 году: в 22 матчах забил 11 мячей, став лучшим бомбардиром команды в сезоне. 2 июня в матче против московского «Спартака» (5:0) и 3 июля в матче против ЦДКА (3:3) оформил по хет-трику. В сентябре получил травму и за команду больше не играл.
За «Спартак» Москва провёл один матч 18 июня 1950 года, выйдя на замену в домашней игре чемпионата СССР с «Шахтером» Сталино, матч завершился ничьей со счетом 1:1.
После окончания карьеры жил в Таганроге, тренировал в ДОСШ-3, работал дворником.